# Diocèse de Buenaventura
Le diocèse de Buenaventura (en latin : en latin : Dioecesis Bonaventurensis ; en espagnol : Diócesis de Buenaventura) est un diocèse de l'Église catholique en Colombie, suffragant de l'archidiocèse de Cali.

## Territoire

Il comprend l'unique municipalité de Buenaventura dans le département de Valle del Cauca ce qui correspond à un territoire d'une superficie de 6 297 km2 divisé en 22 paroisses. 
Le siège épiscopal est dans la ville de Buenaventura où se trouve la cathédrale Saint-Bonaventure.

## Historique
Le vicariat apostolique de Buenaventura est érigé le 14 novembre 1952 par la constitution apostolique Provida mater Ecclesia du pape Pie XII en prenant sur une partie du territoire du diocèse de Cali (aujourd'hui archidiocèse de Cali) et de la préfecture apostolique de Tumaco (aujourd'hui diocèse de Tumaco). La mission d'évangélisation est confiée à l'institut des missions étrangères de Yarumal.
Le 30 novembre 1996, le vicariat apostolique de Buenaventura est élevé au rang de diocèse et rejoint la province ecclésiastique de Cali par la constitution apostolique Ministerium apostolicum du pape Jean-Paul II.

## Évêques
- Gerardo Valencia Cano, M.X.Y (24 mars 1953 - 21 janvier 1972)
- Heriberto Correa Yepes, M.X.Y (29 janvier 1973 - 30 novembre 1996)
- Rigoberto Corredor Bermúdez (30 novembre 1996 - 19 décembre 2003), nommé évêque de Garzón
- Héctor Epalza Quintero, P.S.S (29 avril 2004 - 30 juin 2017)
- Rubén Darío Jaramillo Montoya, depuis le 30 juin 2017